# Initialsymptom
Als Initialsymptom wird der erste am Patienten wahrnehmbare Hinweis auf das Vorliegen einer Erkrankung bezeichnet. Manche dieser frühen Symptome sind sehr unscheinbar, weswegen sie übersehen werden können, wie beispielsweise die Wanderröte bei einer Borrelioseinfektion. Andere sind oftmals von Beginn an sehr deutlich, wie etwa  Schmerzen infolge einer knöchernen Fraktur.